# Degtjarëv (mitragliatrice leggera)
La Pulemët Degtjarëva Pechotnyj (in russo Пулемёт Дегтярёвa Пехотный? "Mitragliatrice da fanteria Degtjarëv") o semplicemente DP designazione GRAU — 56-Р-321) è una mitragliatrice leggera di squadra prodotta dal 1927 al 1950,  introdotta come arma in dotazione all'Armata Rossa. Camerata in 7,62 × 54 mm R, la Degtjarëv era economica e di facile manutenzione - i primi modelli avevano meno di 80 parti - ed era particolarmente resistente. Il tallone d'Achille di quest'arma era il suo bipiede che si rompeva facilmente. Inoltre, il caricatore a "disco", che aveva una modesta capacità di 49 colpi alimentati dall'alto, era relativamente piccolo e si esauriva facilmente. Proprio per l'alimentazione a caricatore anziché a nastro, l'arma è stata classificata spesso nella categoria "fucili mitragliatori".
Era soprannominato giradischi dall'Armata Rossa a causa della forma del caricatore che ricordava un disco in vinile e perché ruotava quando l'arma sparava. La mitragliatrice DP venne affiancata negli anni cinquanta dal più moderno RPD, e interamente rimpiazzata dal Mitragliatore PK negli anni sessanta, ma ha continuato ad apparire in molti conflitti a bassa intensità per tutto il XX° secolo.

## Storia
La mitragliatrice DP è una creazione di Vasilij Alekseevič Degtjarëv, un capace tecnico che aveva messo a punto la sua arma negli anni '20 del XX secolo. L'arma doveva rispondere alle specifiche tecniche del Commissariato del Popolo (denominazione usata in URSS per i dicasteri) per gli Armamenti per una mitragliatrice leggera, per usarla come arma di squadra fucilieri in modo da consentire anche ai reparti di fanteria di livello più piccolo di avere un fuoco di accompagnamento, senza doversi trascinare dietro le ottime ma pesanti mitragliatrici Maksim, che erano le uniche armi automatiche allora disponibili alla fanteria sovietica.
I requisiti richiesti erano: leggerezza, affidabilità anche in condizioni estreme, caricatore intercambiabile di buona capacità, buon volume di fuoco, semplicità d'uso, cambio rapido della canna e soprattutto utilizzo della cartuccia da fanteria 7,62 x 54R in modo da non complicare i rifornimenti. Degtjarëv presentò un progetto nel 1927, che riassumeva molte caratteristiche tecniche collaudate prese da armi preesistenti (ad es. il fucile mitragliatore Lewis) e vi aggiunse le sue proprie idee. Tra la fine del 1926 e l'inizio del 1927, l'arma superò una serie di test molto severi e un lotto di pre-serie fu inviato ad alcuni reparti dell'Armata Rossa per delle prove sul campo come DP-27 (Degtjarëva Pechotnyj, ossia "mitragliatrice da fanteria Degtjarëv"). Dopo un intero anno di prove operative, l'arma fu accettata con un'ulteriore modifica di un vistoso spegnifiamma a cono sulla volata, che divenne caratteristico di quest'arma, e introdotta in servizio nel 1928 come DP-28. Con tale denominazione, fu prodotta in massa durante tutti gli anni '30 del XX secolo e divenne l'arma di squadra standard dell'Armata Rossa nei conflitti "di confine" con la Cina e il Giappone e, ovviamente, nella Seconda Guerra Mondiale.
Nel 1938, la canna che era corrugata per favorire il raffreddamento venne sostituita da una liscia, poiché ci si era accorti che la differenza era scarsa. L'arma presentava un bipiede, un calcio in legno e operava secondo il semplice e collaudato principio di recupero dei gas di sparo. Presso le truppe sovietiche, l'arma fu molto popolare essendo robusta, facile da usare ed efficace. La potente cartuccia 7,62 x 54R garantiva un'ottima balistica e quindi flessibilità operativa, inoltre era leggera da trasportare. I soldati sovietici la soprannominarono Proigryvatel' ("giradischi") a causa del caricatore piatto, posto sul castello, che ruotava durante il tiro.
Durante l'operazione Barbarossa, la Wehrmacht catturò grandi quantità di queste armi e non esitò a reimpiegarle assegnandole la sigla Leichtes MG 120 (r), dove "r" sta per "russisch" ("russa"). Catturata anche (almeno 9000 esemplari) dall'esercito finlandese durante la guerra d'inverno e la guerra di continuazione per rimpiazzare il loro insoddisfacente fucile mitragliatore Lahti-Saloranta M/26, l'arma ricevette dai finlandesi il soprannome di Emma dal nome del popolare valzer dell'epoca.
Il DP-28 fu inoltre massicciamente fornito alle Nazioni o movimenti di guerriglia nella sfera d'influenza sovietica: la Repubblica Socialista di Mongolia ne fece un'arma standard durante gli scontri con l'esercito giapponese, e la Cina nazionalista ne comprò 5600 esemplari, usati durante la seconda guerra sino-giapponese  e la guerra civile cinese. Moltissimi vennero distribuiti fino al 1945 ai reparti partigiani sovietici e dei Paesi occupati dall'Asse. Nel 1944, apparve la versione migliorata DPM. Nel 1946, a ostilità concluse, venne messa in produzione una variante già progettata durante il conflitto, il RP-46, che era un DP-27 con il castello molto modificato per essere alimentato a nastro.

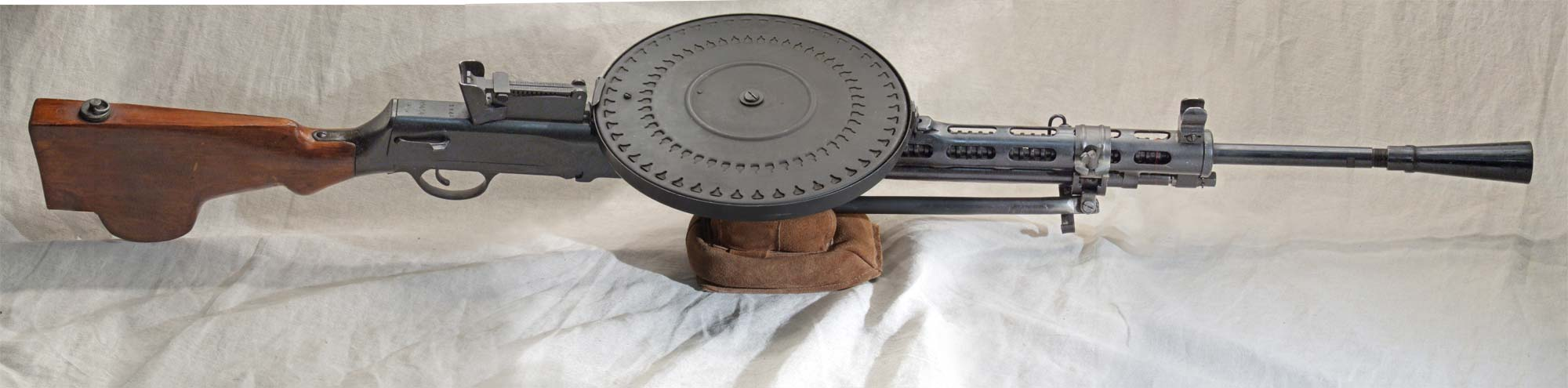
fucile mitragliatore DP 28, versione standard dell'Armata Rossa. Arma solida e affidabile, fu molto apprezzata per la sua leggerezza. Si nota il caricatore piatto inserito sopra il castello dell'arma che ruotava durante il tiro, per questo motivo i soldati sovietici chiamavano l'arma "giradischi".

La storia del DP-28 non finì con la Seconda guerra mondiale, in cui prestò un lungo e onorevole servizio: l'Armata Rossa lo ritirò dalle unità di prima linea negli anni '50 sostituendolo con il RPD, ma l'arma venne massicciamente fornita a tutti i Paesi satelliti o appoggiati dall'URSS ovunque vi fossero dei conflitti. La Cina comunista, dopo il 1949 ne produsse una copia identica chiamata Tipo 53, anch'esso fornito ai propri alleati. La Corea del Nord lo impiegò nella Guerra di Corea, altrettanto fece il Viet Minh nella Guerra d'Indocina e il Viet Nam del Nord lo ebbe come fucile mitragliatore standard durante il lungo conflitto del Viet Nam. Virtualmente ogni nazione che rientrasse nella sfera di influenza sovietica negli anni '50 e '60 del XX secolo, e molti movimenti di guerriglia che non potevano permettersi armi moderne, ricevette grandi quantità di DP 28 che ancora oggi (2019) fa la sua comparsa in varie zone di conflitto in Africa e nel Sud-Est asiatico.

## Tecnica

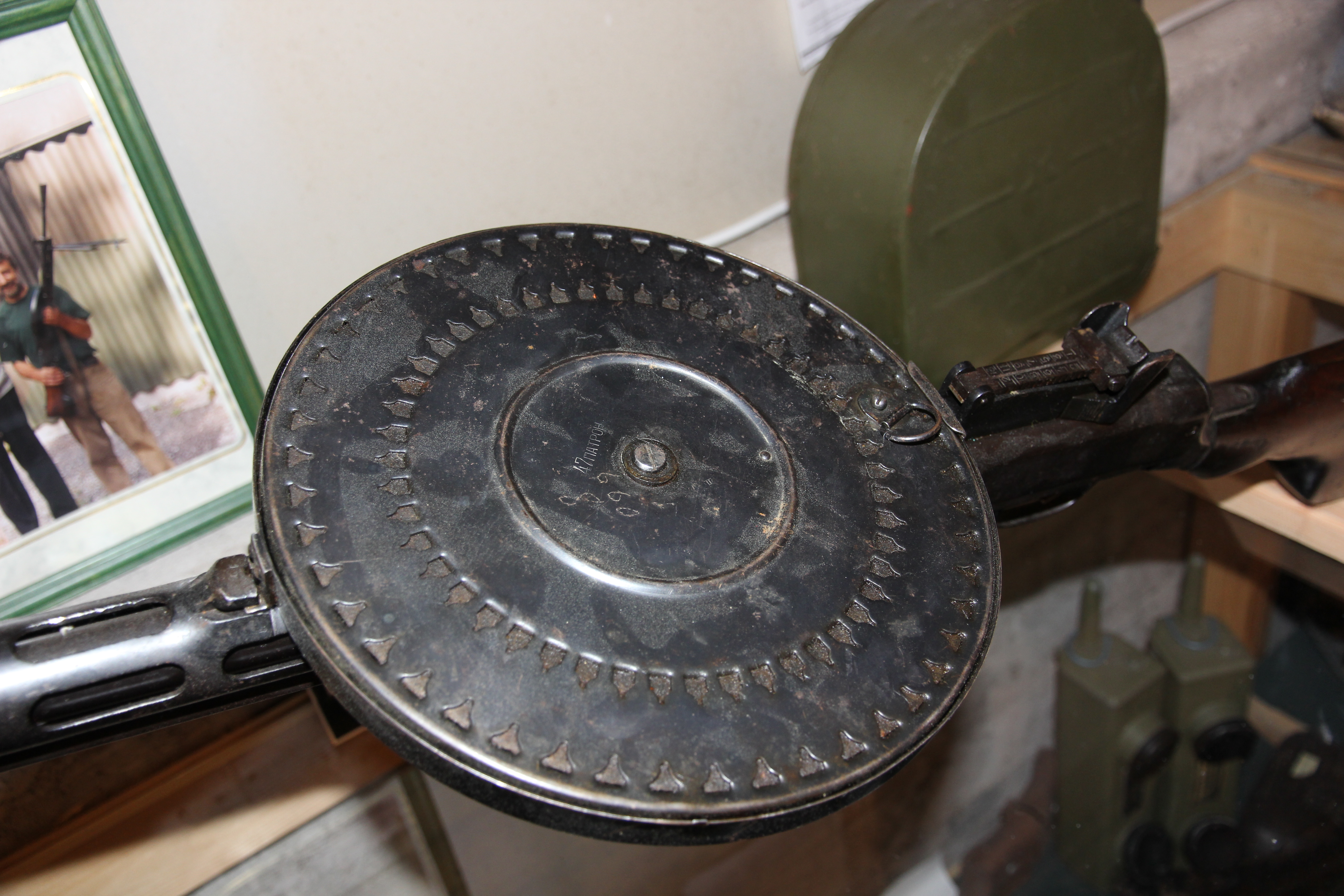
Il caricatore a disco del DP 28, cuore del sistema di alimentazione: si noti che il guscio superiore è collocato all'interno del guscio inferiore, in modo da potervi ruotare per garantire l'alimentazione. Si nota la vite centrale di chiusura e le tacche entro cui è posta la corona dentata con le cartucce. Si notano anche il fermo anteriore e quello posteriore, che è corrispondente al bocchettone delle munizioni, bloccato in sede da un robusto dente elastico comandato dalle grosse orecchie di protezione dell'alzo: tirandole indietro, il caricatore si sblocca e può essere rimosso.

L'arma funziona secondo il sistema di sottrazione di gas: la canna, in corrispondenza del risalto di fermo al manicotto di raffreddamento, presenta una flangia con la valvola di presa dei gas di sparo: questi dalla canna passano attraverso la valvola in un condotto di acciaio posto sotto il manicotto, entro cui scorre il pistone con la sua molla di recupero. Sotto la spinta dei gas, il pistone arretra spingendo indietro l'otturatore. Questo è di forma rettangolare, in acciaio fresato, e utilizza il sistema Kjellman-Friberg: presenta due "ali" mobili che si estendono alla sua estremità posteriore bloccandosi in appositi risalti nel castello, impedendo all'otturatore di aprire la culatta della canna per il tempo necessario a far scendere le pressioni a livelli di sicurezza.
Il percussore, un massiccio cilindro di acciaio temperato che scorre attraverso l'otturatore, è invece libero di arretrare e poiché è proprio il percussore che obbliga le alette di bloccaggio a estendersi quando è avanzato, arretrando le costringe a rientrare e a quel punto anche l'otturatore è libero di arretrare, estrarre la cartuccia esplosa, e sotto la spinta della molla di recupero ritorna poi in avanti sfilando una nuova cartuccia dal caricatore e inserendola in canna. Il percussore avanza quindi a sua volta, obbligando le alette a riaprirsi di nuovo bloccando l'otturatore nel castello in modo molto solido e sicuro. L'arma spara ad otturatore aperto: premendo il grilletto, l'otturatore scatta in avanti, il percussore avanza spingendo in fuori le alette di bloccaggio e poi colpisce l'innesco della cartuccia causando lo sparo e il ciclo si ripete finché il tiratore non rilascia il grilletto o i colpi non sono esauriti. Il tutto ha dimostrato di funzionare benissimo anche nelle più estreme condizioni climatiche.
L'arma è prodotta senza risparmio di materiali e con relativamente pochi pezzi (80) il che contribuisce non poco alla notevole robustezza e affidabilità (i resoconti dell'epoca la descrivono come capace di sopportare qualsiasi maltrattamento). Il manicotto di raffreddamento della canna, in robustissima lamiera di acciaio solidale al castello,  presenta 4 file (due per lato) di 4 luci orizzontali, per la dispersione del calore. All'estremità posteriore del castello, vi è l'alzo a ritto e cursore, graduato fino a 1500 metri e protetto da due poderose orecchie posteriori con una luce centrale. La linea di mira è piuttosto lunga e ciò contribuisce alle ottime doti balistiche dell'arma.
Una sicura è presente sull'impugnatura appena dietro il ponticello del grilletto, e il tiratore deve premerla con le dita per poter sparare. La manetta di armamento è sul lato destro. Il fuoco è solamente automatico. appena sopra il grilletto, all'estremità del castello, vi è la leva di smontaggio e, ruotandola e sfilandola, calcio e fusto, con il grilletto e il gruppo di scatto, semplicemente si sfilano all'indietro scorrendo in due guide fresate nel castello.
Per sostituire la canna, basta premere un pulsante sul lato sinistro del castello, afferrare la canna e ruotarla: a quel punto è libera di sfilarsi e di essere sostituita da un'altra. Notare che i mitraglieri sovietici non avevano in dotazione appositi guanti per maneggiare le canne surriscaldate e dovevano arrangiarsi, spesso con uno straccio umido.

### il caricatore
Il caricatore è a "disco", in lamiera di acciaio, e contiene 47 cartucce collocate in cerchio orizzontalmente, ogiva verso il centro. Si tratta della parte forse più interessante del DP 28: è fatto di due dischi d'acciaio, quello superiore si inserisce nel disco inferiore, e ha una molla a spirale, un perno centrale e una flangia dentata. Il disco inferiore ha un robusto bocchettone di caricamento in acciaio entro cui le cartucce sono inserite, una a una, a mano o con una apposita macchina. Quindi è possibile inserire il caricatore nell'arma: frontalmente in una cerniera elastica saldata sul manicotto, e posteriormente mediante un fermo elastico a molla comandato dalle orecchie di protezione dell'alzo: tirandole all'indietro, il caricatore si sblocca. La "faccia" inferiore del caricatore resta così saldamente bloccata nel castello dell'arma mentre quella superiore, più piccola e sotto la carica della molla, è libera di ruotare all'interno di esso, ogni volta che una cartuccia viene sfilata. Una positiva caratteristica è che la finestra di alimentazione, sul lato superiore del castello, è protetta da uno sportellino scorrevole quando il caricatore non è montato.
Si tratta di un sistema semplice e al tempo stesso ingegnoso ma per funzionare perfettamente occorre che le labbra dei due dischi siano pulite e prive di danni altrimenti il tutto si inceppa: inoltre occorre parecchio tempo e un po' di pratica per ricaricarlo. I caricatori venivano distribuiti in numero di 4, uno montato sull'arma e gli altri 3 in una apposita cassetta di lamiera o in una borsa di tela.
Il DP 28 aveva poi altri difetti: un bipiede un po' debole, che con l'uso violento come spesso capitava sul campo si piegava facilmente (le foto d'epoca mostrano spesso tiratori di DP 28 avvalersi di appoggi di circostanza, proprio per questo motivo). Inoltre, la molla di recupero è posta proprio sotto alla canna e se il fuoco era molto prolungato, la temperatura della canna faceva sì che la molla si arroventasse perdendo la tempra e l'elasticità. A questo si rimediò nel 1944 con il DPM, in cui la molla di recupero era posta dietro l'otturatore e sporgeva dal castello posteriormente per un tratto, rendendo necessaria un'impugnatura a pistola per il tiratore.

## Varianti
- РПД-36, caricatore superiore da 30 colpi
- DPM, versione ammodernata introdotta nel 1943-44, con un bipiede più resistente attaccato al manicotto di raffreddamento, e molla di rinculo posizionata in un tubo sporgente dal retro del castello, il che necessitava di una impugnatura a pistola (prodotta in Cina con il nome di Type 53)
- DA, per uso aereo (Дегтярёва авиационный, Degtjarëva Aviacionnyj; ДА)
- DT e DTM, per l'uso in mezzi corazzati (Дегтярёва танковый, Degtjarëva Tankovyj; ДТ and ДТМ)
- DTM-4, (ДТМ-4) versione montata in quad (quadrupla)[2]
- RP-46, (Ručnyi Pulemët, cioè mitragliatrice leggera) versione alimentata a nastro introdotta nel 1946 (prodotto in Cina con il nome di Type 58) con castello modificato, canna più pesante e bipiede più robusto. Poteva anche utilizzare i caricatori a "piatto" del DP-28. Restò in servizio nell'Armata Rossa fino al 1960, sostituito dalla mitragliatrice RPK, ma continua ad apparire in mano a gruppi guerriglieri in varie parti del mondo.
- DP-28, versione esclusivamente semiautomatica prodotta negli Stati Uniti nel 2006[3]

## Utilizzatori
- Kampuchea Democratica
- Cina
- Cuba[4]
- Finlandia
- Corea del Nord
- Spagna repubblicana[5]
- Somalia
- Vietnam

## La Degtjarëv nella cultura di massa
- In ambito cinematografico, la Degtjarëv compare nel film Hannibal Lecter - Le origini del male (in versione DP-28)[6]  e Il nemico alle porte (in versione DPM).[7]. L'arma appare anche nella serie televisiva Peaky Blinders imbracciata da Arthur per difendersi dal clan Titanic.
- In ambito videoludico, compare nel videogioco Tom Clancy's Rainbow Six Siege (2015), tramite l'operatore Tachanka (in versione DPM).
- Sempre in ambito videoludico, è presente nel videogioco Call of Duty: L'ora degli eroi (PS2) e  Call of Duty: World at War (PS3).
- Infine è presente nel videogioco PlayerUnknown's Battlegrounds e si può trovare all'interno della mappa.